# Staja (slak)
Staja is een geslacht van uitgestorven weekdieren uit de klasse van de Gastropoda (slakken).

## Soorten
- Staja acutecarinata Brusina, 1902 †
- Staja adiaphora Brusina, 1897 †
- Staja anatolica (Willmann, 1982) †
- Staja bchirikvarensis (Badzoshvili, 1979) †
- Staja carinata Jekelius, 1944 †
- Staja carinatostriata Pavlović, 1927 †
- Staja gersondei (Willmann, 1982) †
- Staja lycica (Oppenheim, 1919) †
- Staja maeotica (Iljina in Iljina et al., 1976) †
- Staja obtusecarinata (Fuchs, 1870) †
- Staja pseudoatropida Jekelius, 1944 †
- Staja pseudoditropida Jekelius, 1944 †
- Staja pseudovariabilis Andrusov, 1905 †
- Staja sarmatica (Jekelius, 1944) †
- Staja simici (Pavlović, 1903) †
- Staja soceni Jekelius, 1944 †
- Staja striata (Andrusov, 1890) †
- Staja taediosa (Brusina, 1892) †
- Staja trochus (Andrusov, 1890) †
- Staja turislavica Jekelius, 1944 †
- Staja vidovici (Brusina, 1892) †